# Affaire Bascom
Pour les articles homonymes, voir Bascom.

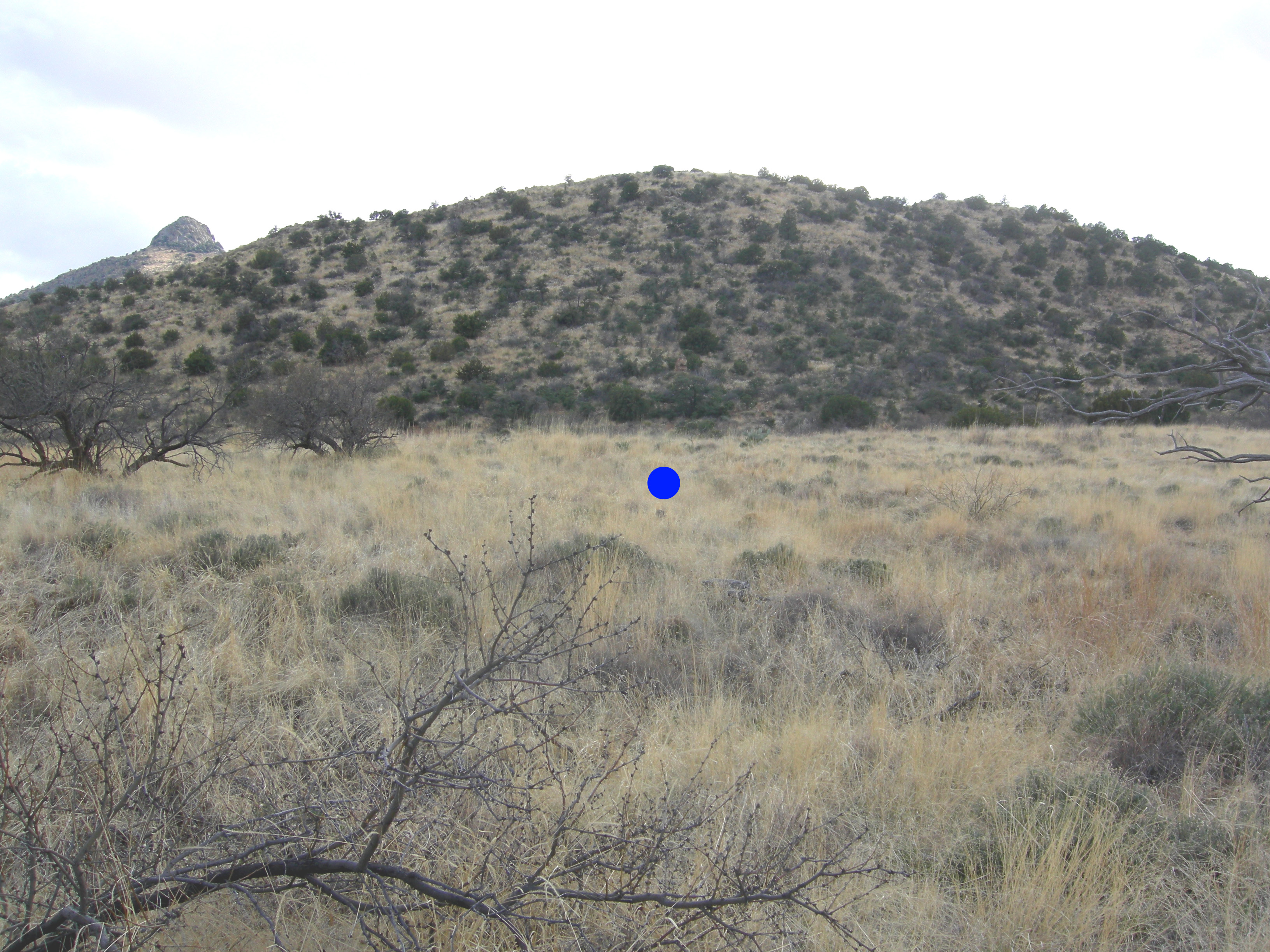
Le point bleu indique l'endroit, Apache Pass, où le chef apache Cochise aurait rencontré le lieutenant George N. Bascom de l'US Army le 5 février 1861.

L'affaire Bascom serait l'évènement-clé qui a provoqué les guerres apaches qui commencèrent en 1861 et qui opposèrent des soldats américains à plusieurs tribus dans le Sud-Ouest des États-Unis (en Arizona et au Nouveau-Mexique).

## Déclenchement
L'affaire Bascom a commencé le 27 janvier 1861 quand un groupe d'Amérindiens — qui n'étaient pas Apaches — a attaqué le ranch de John Ward à Sonoita Creek, volant du bétail et enlevant le fils adoptif de Ward, Felix Ward. Ward se plaignit à l'officier militaire le plus proche, le lieutenant colonel Morrison, qui commandait le Fort Buchanan en Arizona. Morrison forma un groupe de sauvetage composé notamment du lieutenant George Nicholas Bascom. Ce dernier et ses hommes furent incapables de trouver le garçon ou la tribu. Bascom supposa que le raid avait été perpétré par des Apaches. Morrison donna les pleins pouvoirs à Bascom pour punir les ravisseurs et récupérer le garçon. Bascom, Ward et 54 soldats se dirigèrent vers Apache Pass, y arrivèrent le 3 février 1861, et y rencontrèrent le sergent Daniel Robinson, qui les accompagna pour le reste de l'expédition. Bascom réussit à convaincre Cochise de le rencontrer. Se méfiant des intentions de Bascom, Cochise se fit accompagner par son frère Coyuntwa, deux neveux, sa femme et ses deux enfants. Lors de la rencontre, Cochise se défendit de ne rien connaître de l'enlèvement. Doutant de la sincérité de Cochise, Bascom tenta de l'emprisonner avec sa famille dans une tente, mais Cochise parvint à s'échapper avec une jambe blessée. Bascom réussit à retrouver Cochise à Apache Pass, mais ce dernier s'échappa à nouveau. Bascom emprisonna alors cinq membres de sa famille en représailles. Pour se venger, Cochise prit à son tour des blancs qu'il offrit en échange de sa famille.
Le 5 février 1861, Cochise envoya un message, demandant la libération des membres de sa famille, ce que Bascom refusa : ils seront « libérés aussitôt que le garçon le sera »,. Le lendemain, Cochise mena un important contingent apache contre un groupe de blancs qui fit trois otages, et les offrit en échange de sa famille, mais Bascom maintint sa position. Le 7 février 1861, Cochise et ses hommes attaquèrent les soldats de Bascom alors qu'ils s'abreuvaient.
Selon Waldman (2006), Cochise était sincère et les accusations de Bascom n'étaient pas fondées.

## Conséquences
Cochise s'enfuit dans le Sonora au Mexique. En chemin, il tua les prisonniers blancs et laissa leur cadavre de façon qu'ils soient découverts par des blancs. Quelques jours plus tard, devant ses soldats, Bascom fit pendre le frère de Cochise et ses neveux avant de retourner chez lui.
Le moment où Cochise découvrit que son frère et ses neveux avaient été pendus est considéré comme celui où plusieurs Amérindiens du Sud des États-Unis dirigèrent leur haine vers les Américains plutôt qu'envers les colonisateurs espagnols. La vengeance de Cochise sous la forme d'attaques surprises et de meurtres fut le début des guerres apaches qui durèrent 25 ans.

## Dans la culture
L'affaire Bascom est en partie relatée dans Fort Navajo de la série de bandes dessinées Blueberry.

### Traductions de
1. ↑  (en) « would be set free just so soon as the boy was released »